# Pere Ubu
Pere Ubu è un gruppo musicale statunitense, originario di Cleveland (Ohio) e formatosi nel 1975 per iniziativa di David Thomas (ex componente dei Rocket from the Tombs) alla voce, e Peter Laughner alla chitarra, poi sostituito nel 1976 da Tom Herman. Nella front-line originale figuravano anche Allen Ravenstine (tastiere e sassofono), Scott Krauss (batteria) e Tony Maimone (basso).
Sono stati tra gli alfieri della nascita della new wave prima e dell'alternative rock poi, e sono generalmente considerati uno dei complessi più rivoluzionari del rock contemporaneo.

## Il nome
Il nome del gruppo deriva da una maschera del commediografo francese Alfred Jarry, Ubu Roi.

## Storia del gruppo
Il gruppo nasce dall'unione di ex membri di diversi gruppi come Rocket from the Tombs, The Dead Boys e The Saucers, trasferitisi a vivere nel Plaza, un palazzo nel centro della città acquistato dal tastierista Allen Ravenstine, il quale affitta le 32 stanze ai membri del gruppo ed altre persone con doti artistiche. La prima esibizione del gruppo risale alla fine del 1975. In precedenza la band aveva pubblicato il singolo 30 Seconds Over Tokio/Heart Of Darkness. Nel marzo '76 arriva il secondo singolo Final Solution/Cloud 149. 
Fino al gennaio 1977 vengono pubblicati altri due singoli: si tratta di Street Waves/My Dark Ages e Modern Dance/Heaven. Nel 1978 il gruppo è formato da Thomas, Herman, Maimone, Ravenstine e Krauss. Il loro album d'esordio The Modern Dance (1978) è opera di fondamentale importanza per la nascente new wave: composizioni rock di anarchico minimalismo che si dispiegano tra rumorismi e cacofonie sorrette da strutture che rimandano al blues-rock deviato di Captain Beefheart. The Modern Dance è la metafora del disfacimento di un'umanità sempre meno umana.
Il secondo album è Dub Housing (1978), meno estremo del precedente e più marcatamente garage. Nei successivi New Picnic Time (1979) e The Art of Walking (1980) il loro sound si fa più rarefatto e si avvicina alla psichedelia, anche grazie alla collaborazione con Mayo Thompson. Nel 1982 esce Songs of the Bailing Man con Anton Fier alla batteria e dopo la dipartita di Herman. Con questo disco si chiude il periodo "classico" del gruppo, che lascia spazio anche alla carriera solista di Thomas (Two Pale Boys).
L'antologia Terminal Tower (1985) raccoglie i primi 45 giri, le incisioni in studio fino al 1982, brani live e rarità. Nel 1988 il gruppo viene rifondato da Thomas senza Krauss, Maimone e Ravenstine, ma con Cutler alla batteria e Jones alle chitarre. Nello stesso anno esce Tenement of the Year'. Gli album successivi (Cloudland, Worlds in Collision e The Story of My Life) segnano un avvicinamente a sonorità più commerciali, ma nel 1995 Ray Gun Suitcase mette fine alla parentesi pop. Nel 1996 esce il cofanetto Datapanik in the Year Zero, che raccoglie i primi cinque album. Nello stesso anno esce il live Apocalypse Now. Due anni dopo è la volta di Pennsylvania, album che spazia tra folk e industrial.
Nel 2002 esce St. Arkansas, a cui partecipano anche Jim Jones e Wayne Kramer. Nel 2005 entra in gruppo Keith Moliné. Nel settembre 2006 viene pubblicato l'album Why I Hate Women. Nel frattempo, della formazione originale è rimasto il solo David Thomas. Gli altri membri sono Keith Moliné, Robert Wheeler, Michele Temple e Steve Mehlman. Nel 2009 esce l'album live Long Live Père Ubu!. Nel 2013 viene invece pubblicato l'album Lady from Shanghai. Nel 2014 esce l'album Carnival of Souls (Fire Records).

## Discografia

### Album in studio
- 1978 - The Modern Dance
- 1978 - Dub Housing
- 1979 - New Picnic Time
- 1980 - The Art of Walking
- 1981 - 390° of Simulated Stereo (live)
- 1982 - Song of the Bailing Man
- 1985 - Terminal Tower (raccolta di singoli e b-sides)
- 1988 - The Tenement Year
- 1989 - Cloudland
- 1989 - One Man Drives While the Other Man Screams (live)
- 1991 - Worlds in Collision
- 1993 - Story of My Life
- 1995 - Ray Gun Suitcase
- 1996 - Folly of Youth (enhanced EP)
- 1996 - B Each B Oys See Dee Plus (enhanced EP)
- 1996 - Datapanik in Year Zero (boxed set)
- 1998 - Pennsylvania
- 1999 - Apocalypse Now (live)
- 2000 - The Shape of Things (live)
- 2002 - St. Arkansas
- 2006 - Why I Hate Women
- 2013 - Lady from Shanghai
- 2014 - Carnival of Souls
- 2017 - 20 Years In A Montana Missile Silo
- 2019 - The Long Goodbye
- 2023 - Trouble on Big Beat Street